# 니콘 D3100
니콘 D3100(Nikon D3100)은 2010년 8월 19일에 출시된 니콘의 일반 입문자용 디지털 SLR로, 니콘 D3000의 후속 제품이다. 1,420만 유효 화소를 가지는 니콘 DX 포맷(23.6 × 15.8 mm) CMOS 이미지 센서를 사용한다. 니콘의 DSLR중에 가장 저렴한 가격을 무기로 나온 제품이다. D5100과 비교하여 동영상 촬영 기능이 떨어지고, 연사 성능도 3연사이다. 고감도(ISO)에서 화질도 D5100보다 떨어진다. 18-55 mm f3.5-5.6 VR 렌즈와 함께 699 달러에 출시되었다.

## D3000보다 향상된 성능
- 더 가벼워진 무게
- Full HD 동영상 24fps로 촬영 가능
- 화소수 1,420만으로 증가
- 라이브뷰 기능 추가
- 자동 색수차 보정 기능
- ISO 12,800으로 증가